# Кайнарлинський сільський округ
Кайнарли́нський сільський округ (каз. Қайнарлы ауылдық округі, рос. Кайнарлинский сельский округ) — адміністративна одиниця у складі Єскельдинського району Жетисуської області Казахстану. Адміністративний центр — село Кайнарли.
Населення — 1302 особи (2021; 1290 у 2009, 1320 у 1999, 1777 у 1989).
Станом на 1989 рік існувала Фурмановська сільська рада (села Березовка, Білокаменка, Ключове).

## Склад
До складу округу входять такі населені пункти:
| Населений пункт | Населення, осіб (1989) | Населення, осіб (1999) | Населення, осіб (2009) | Населення, осіб (2021) |
| --------------- | ---------------------- | ---------------------- | ---------------------- | ---------------------- |
| Актасти, село   | 328                    | 302                    | 306                    | 280                    |
| Кайнарли, село  | 1098                   | 785                    | 696                    | 862                    |
| Коржимбай, село | 351                    | 233                    | 288                    | 160                    |